# Марченко, Михаил Александрович
Михаил Александрович Марченко (род. 24 июня 1982 года; деревня Кургановка, Красногорский район Брянской области) — российский политический деятель, член Совета Федерации от Брянской области (2012—2015), кандидат в губернаторы Брянской области в 2012 году.

## Биография
Трудовую деятельность начал в 1996 году в СХП «Кургановское» в качестве работника зернотока. С января по июнь 2005 года в администрации Брянской области был помощником депутата Государственной Думы по региону. С 2009 по 2012 год занимал пост замдиректора МУП «Брянский городской водоканал». В 2009 году впервые избрался депутатом городского Совета Брянска от политической партии ЛДПР, заняв пост председателя комитета по культуре, спорту и молодежной политике.

## Политическая деятельность
Политическая карьера Михаила Марченко началась в партии ЛДПР, членом которой он является с 1998 года. От этой партии Михаил Марченко неоднократно баллотировался на выборах различных уровней власти Брянской области:
- 2000 — кандидат в депутаты Брянского городского Совета
- 2004 — кандидат в депутаты Брянской областной Думы
- 2005 — кандидат в депутаты Брянского городского Совета
- 2009 — кандидат в депутаты Брянского городского Совета
- 2011 — кандидат в депутаты Государственной думы от Брянской области
- 2012 — кандидат на должность Губернатора Брянской области

В ходе выборов в губернаторы Брянской области в сентябре 2012 года основной соперник Марченко кандидат от политической партии Единой России временно исполняющий обязанности губернатора Николай Денин предложил руководству ЛДПР политическую сделку: в обмен на отказ от участия в выборах пост сенатора для её кандидата. Лидер ЛДПР Владимир Жириновский принял это предложение и Михаил Марченко стал сенатором от исполнительной власти Брянской области.
9 сентября 2014 года Денин был отправлен в отставку Президентом России Владимиром Путиным в связи с утратой доверия. Врио губернатором области был назначен депутат Госдумы Александр Богомаз, который после губернаторских выборов в сентябре 2015 должен выбрать нового представителя в Совете Федерации от исполнительной власти.
В сентябре 2015 года Богомаз назначил своим представителем в Совете Федерации депутата Госдумы от ЛДПР Сергея Калашникова, после чего Михаил Марченко перешел на общественную работу, возглавив организацию «Защитим Россию».